# وست تیستد
وست تیستد (به انگلیسی: West Tisted) یک روستا و محله مدنی در بریتانیا است که در ایست همپشر واقع شده‌است. وست تیستد ۱۶۵ نفر جمعیت دارد.